# Les Possédés
Les Possédés is een Franse dramafilm uit 1988 onder regie van Andrzej Wajda. Het scenario is gebaseerd op de roman Boze geesten (1872) van de Russische auteur Fjodor Dostojevski.

## Verhaal
In 1870 wil een groep Russische revolutionairen met geweld de gevestigde orde omverwerpen. Het groepslid Sjatov wacht op de terugkeer van de edelman Stavrogin, die zijn plaats zal innemen als leider. Wanneer Stavrogin uiteindelijk aankomt, is de rest van de groep gaan twijfelen aan de trouw van Sjatov. Ze hebben besloten dat hij moet worden vermoord.

## Rolverdeling
| Acteur                    | Personage          |
| ------------------------- | ------------------ |
| Isabelle Huppert          | Maria Sjatov       |
| Jutta Lampe               | Maria Lebjadkin    |
| Philippine Leroy-Beaulieu | Liza               |
| Bernard Blier             | Gouverneur         |
| Jean-Philippe Écoffey     | Pjotr Verchovenski |
| Laurent Malet             | Kirillov           |
| Jerzy Radziwilowicz       | Sjatov             |
| Omar Sharif               | Stepan             |
| Lambert Wilson            | Nikolaj Stavrogin  |
| Philippe Chambon          | Sjigalev           |
| Jean-Quentin Châtelain    | Virginski          |
| Rémi Martin               | Erkel              |
| Serge Spira               | Fedka              |
| Wladimir Yordanoff        | Lebjadkin          |
| Zbigniew Zamachowski      | Ljamsjin           |